# Вакцини та аутизм
Широке дослідження вакцин та аутизму показало, що між ними немає причинного чи іншого зв'язку, і що інгредієнти вакцин не спричинюють аутизму. Вакцинолог Пітер Готез досліджував зростання хибного твердження і дійшов висновку, що його поширення походить від шахрайської статті 1998 року Ендрю Вейкфілда без підтверджених посилань на джерела.
Попри науковий консенсус щодо відсутності зв'язків та відкликану публікацію, рух проти вакцинації в цілому продовжує пропагувати міфи, теорії змов та дезінформацію, що пов'язує ці два аспекти. Тактикою, що розвивається, схоже, є «популяризація нерелевантних досліджень [як] активна сукупність кількох сумнівних або периферійно пов'язаних досліджень у спробі обґрунтувати науку, що лежить в основі сумнівного твердження».

## Заявлені механізми
Заявлені механізми змінювалися з плином часу у відповідь на докази, що спростовували кожен запропонований механізм.

### Вірус кору вакцинного походження
Ідея про зв'язок між вакциною MMR та аутизмом стала відомою після публікації статті Ендрю Вейкфілда та інших у The Lancet у 1998 році. Ця публікація, яка була відкликана у 2010 році та призвела до виключення Вейкфілда з медичного реєстру Великої Британії, була описаний як «найстрашніший медичний обман за останні 100 років».
Основним твердженням Вейкфілда було те, що він мав окремі докази наявності РНК вірусу кору у вакцині в кишечнику дітей-аутистів, що призвело до стану, який він назвав аутистичним ентероколітом (це ніколи не було визнано чи прийнято науковою спільнотою). Пізніше було виявлено, що цей висновок пояснюється помилками, допущеними лабораторією, де проводили тести методом полімеразної ланцюгової реакції (ПЛР).
Центри з контролю та профілактики захворювань у США, Інститут медицини Національної академії наук США та Національна служба охорони здоров'я Великої Британії дійшли висновку про відсутність зв'язку між вакциною MMR та аутизмом. Систематичний огляд Кокранівської бібліотеки прийшов до висновку, що немає достовірного зв'язку між вакциною MMR та аутизмом, що вакцина MMR запобігла захворюванням, які все ще несуть важкий тягар смерті та ускладнень, що брак довіри до вакцини MMR завдав шкоди здоров'ю населення та що розробка та звітування про результати безпеки у дослідженнях вакцин MMR переважно неадекватні.
У 2009 році Санді таймс повідомляв, що Вейкфілд маніпулював даними пацієнтів і неправильно повідомляв результати у своїй роботі 1998 року, створюючи видимість зв'язку з аутизмом. У статті 2011 року в British Medical Journal описано, як дані дослідження були сфальсифіковані Вейкфілдом, щоб вони дійшли заздалегідь визначеного висновку. Супровідна редакційна стаття в цьому ж журналі описує роботу Вейкфілда як «складне шахрайство», яке призвело до зниження рівня вакцинації, поставивши під загрозу сотні тисяч дітей та відволікаючи енергію та гроші від досліджень справжньої причини аутизму.
Спеціальний суд, скликаний у Сполучених Штатах для розгляду позовних вимог відповідно до Національної програми компенсації за побічні дії вакцин, 12 лютого 2009 року ухвалив рішення, за яким батьки дітей-аутистів не мають права на компенсацію, стверджуючи, що певні вакцини викликали аутизм у їхніх дітей.

### Тіомерсал
Тіомерсал (у США — «тімеросал» (англ. thimerosal)) — це протигрибковий консервант, який використовується в невеликих кількостях у деяких багатодозових вакцинах (де один флакон відкривається і використовується для кількох пацієнтів) для запобігання зараженню вакцини. Тіомерсал містить етилртуть, сполуку ртуті, яка є спорідненою, але значно менш токсичною, ніж нейротоксична забруднювальна речовина метилртуть. Попри десятиліття безпечного використання, громадські кампанії спонукали Центри з контролю та профілактики захворювань у США та Американську академію педіатрії попросити виробників вакцин якнайшвидше вилучити тіомерсал з вакцин якомога швидше за принципом обережності. Зараз тіомерсал відсутній у всіх поширених американських та європейських вакцинах, за винятком деяких вакцин проти грипу. (Невелика кількість залишається в деяких вакцинах через виробничі процеси, приблизно 1 мікрограм, що становить близько 15 % середньодобового споживання ртуті в США для дорослих та 2,5 % добового рівня, який ВООЗ вважає допустимим.) Через це виникли побоювання, що тіомерсал міг стати причиною аутизму.
Ідея про те, що тіомерсал був причиною або тригером аутизму, зараз вважається спростованою, оскільки рівень захворюваності на аутизм неухильно зростав навіть після того, як тіомерсал був вилучений з дитячих вакцин. Не існує загальноприйнятих наукових доказів того, що вплив тіомерсалу є фактором, що викликає аутизм.
Відповідно до Закону про модернізацію Управління з продовольства і медикаментів США 1997 року, Управління з продовольства і медикаментів США провело комплексний огляд використання тімеросалу у вакцинах для дітей. Цей огляд, проведений у 1999 році, не виявив жодних доказів шкоди від застосування тімеросалу як консерванту вакцини, окрім місцевих реакцій гіперчутливості. Попри це, починаючи з 2000 року, батьки в США зверталися за юридичною компенсацією з федерального фонду, стверджуючи, що тіомерсал викликає аутизм у їхніх дітей. Комітет Інституту медицини 2004 року заперечив будь-який причинно-наслідковий зв'язок між вакцинами, що містять тіомерсал та аутизмом, а 2010 року суд з питань вакцин ухвалив прецедентне рішення, відповідно до якого тіомерсал не вважається причиною аутизму.

### Перевантаження вакциною
Дотримуючись переконання, що окремі вакцини спричиняють аутизм, з'явилася ідея перевантаження вакцинами, яка стверджує, що занадто багато вакцин одночасно можуть перевантажити або послабити імунну систему дитини та призвести до несприятливих наслідків. Перевантаження вакцинами стало популярним після того, як за Програмою компенсації за побічні дії вакцин у США була взята до розгляду справа дев'ятирічної Ганни Полінг. У Ганни була енцефалопатія, що спричиняла у неї розлад спектра аутизму, який, як вважали, загострився після того, як їй було зроблено кілька щеплень у віці дев'ятнадцяти місяців. Було повідомлено про декілька випадків, подібних до цього, що призвело до формування думки, що перевантаження вакциною викликає аутизм. Однак наукові дослідження показують, що вакцини не пригнічують імунну систему. Насправді, консервативні оцінки передбачають, що імунна система може реагувати на тисячі вірусів одночасно. Відомо, що вакцини складають лише незначну частину патогенів, які природним чином зустрічаються з дитиною протягом типового року. Поширені гарячки та інфекції середнього вуха становлять набагато більшу проблему для імунної системи, ніж вакцини. Інші результати наукових досліджень підтверджують думку, що щеплення, і навіть багаторазові одночасні щеплення, не послаблюють імунну систему і не погіршують загальний імунітет, і, крім того, досі не знайдено доказів того, що аутизм має імуноопосередковану патофізіологію.

### Алюміній
Оскільки сполуки ртуті у вакцинах були остаточно виключені як причина аутизму, деякі активісти-антивакцинатори пропонують солі алюмінію як причину розладів аутистичного спектра. Частково це базується на хибному поширеному переконанні, що алюміній викликає хворобу Альцгеймера. Немає вагомих наукових доказів того, що солі алюмінію пов'язані з аутизмом, але активісти-антивакцинатори зазвичай цитують ряд статей, які стверджують, що насправді існує зв'язок. Вони в основному публікуються у хижих журналах з відкритим доступом, де рецензування практично відсутнє. Одна із них, у популярному журналі Journal of Inorganic Biochemistry, згодом була відкликана. Дослідження, проведені Крістофером Шоу, Крістофером Екслі та Люсією Томленович, фінансуються антивакцинаторським Фондом сім'ї Двоскін. Робота, опублікована Шоу та іними була піддана критиці Всесвітньою організацією охорони здоров'я.

## Залучення знаменитостей

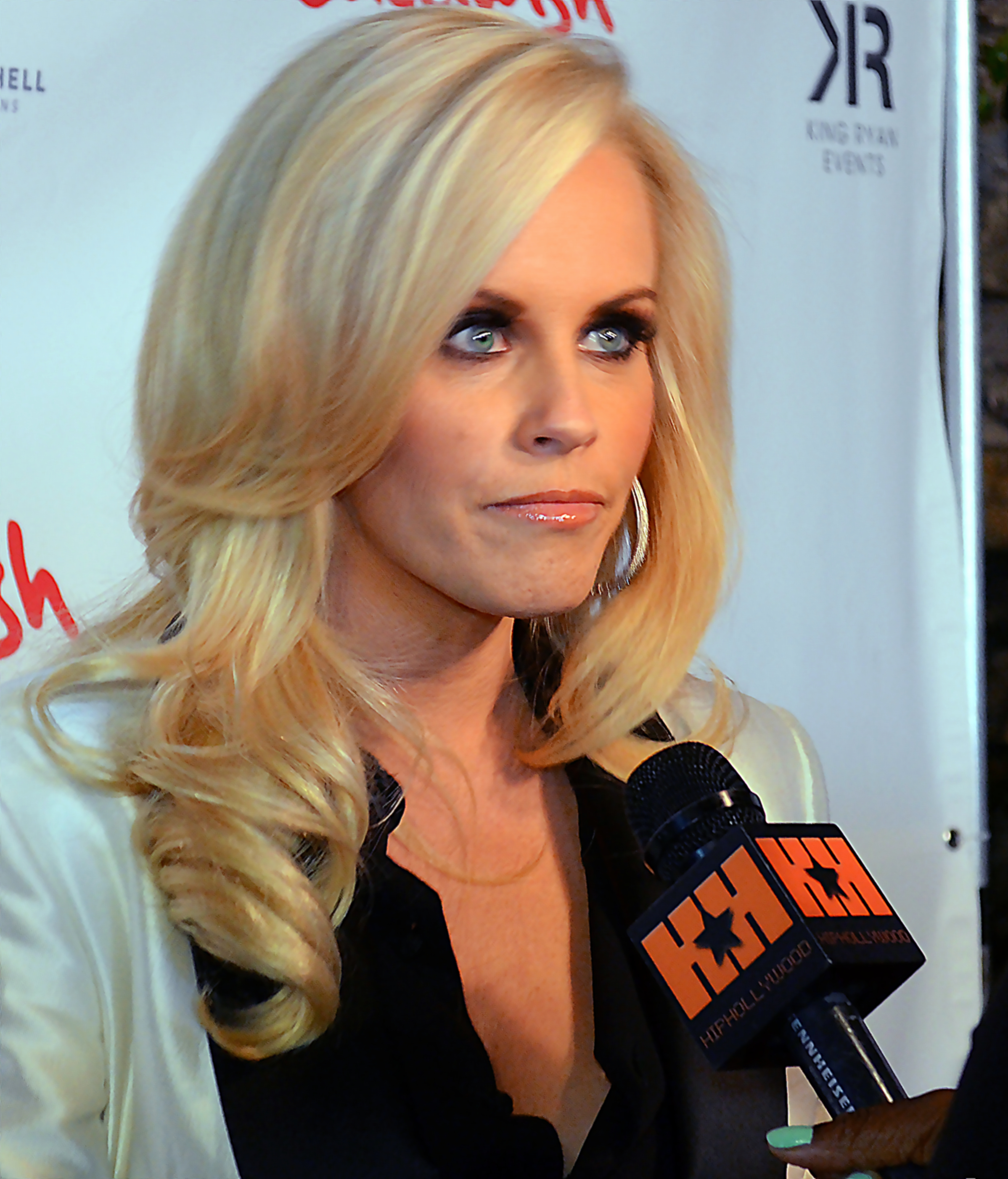
Дженні Маккарті виступає проти використання вакцин. Вона залишається впевненою, що вони викликали аутизм у її сина.

Деякі знаменитості висловили свою думку про те, що аутизм пов'язаний з вакцинацією, зокрема: Дженні Маккарті, Крістін Кавалларі, Тоні Брекстон, Роберт де Ніро, Джим Керрі, Білл Мар та Піт Еванс.
Маккарті, одна з найвідвертіших знаменитостей на цю тему, сказала, що діагноз аутизму її сина Евана був результатом вакцини MMR, попри всебічні докази зворотного. Вона стала автором книги Гучніше за слова: подорож матері у лікуванні аутизму (англ. Louder than Words: A Mother's Journey in Healing Autism) та співавтором книги Зцілення та запобігання аутизму (англ. Healing and Preventing Autism). Вона також заснувала організацію під назвою Generation Rescue, яка надає допомогу для сімей, які постраждали від аутизму.
У вересні 2015 року під час президентських дебатів на телеканалі CNN Дональд Трамп стверджував, що знає про 2-річного хлопчика, який нещодавно отримав комбіновану вакцину, захворів на гарячку і зараз має розлади аутистичного спектра.
Роберт Френсіс Кеннеді‑молодший — один з найвідоміших прихильників антивакцинаторського руху. Кеннеді написав книгу Тімеросал: Нехай наука говорить: Докази, що обґрунтовують негайне видалення ртуті--відомого нейротоксину--з вакцин (англ. Thimerosal: Let the Science Speak: The Evidence Supporting the Immediate Removal of Mercury--A Known Neurotoxin--From Vaccines). Він також є засновником і головою ради Children's Health Defense, групи та вебсайту, широко відомого своєю позицією проти вакцинації.